# Катагоща (село)
Катагоща — село в Захаровском районе Рязанской области, входит в состав Захаровского сельского поселения.

## География
Село расположено на берегу речки Жрака в 2 км на запад от районного центра села Захарово. 

## История
«Катогощь» в качестве пустоши упоминается в выписи с писцовых книг 1595 года. В 1715 году крестьянами деревень Катогощи и Пупкиной, выселенными на монастырскую землю из села Плахина, подано было митрополиту Рязанскому Стефану Яворскому прошение о построении в Катагощах церкви за дальним расстоянием от церкви села Плахина. 21 декабря 1764 года попы Петр Андреев и Федор Иосифов просили дозволения на постройку, вместо ветхой, новой деревянной церкви в прежнее храмонаименование, которая и построена была в 1766 году и существует доселе. С 1872 года начато было строительство каменной церкви. 
В XIX — начале XX века село входило в состав Поподьинской волости Михайловского уезда Рязанской губернии. В 1905 году в селе было 259 дворов.
С 1929 года село являлось центром Катагощинского сельсовета Захаровского района Рязанского округа Московской области, с 1937 года — в составе Рязанской области, с 2005 года — в составе Захаровского сельского поселения.

## Население
| 1859 | 1897  | 1905  | 2010 | 2023 |
| ---- | ----- | ----- | ---- | ---- |
| 821  | ↗1442 | ↗1608 | ↘190 | ↘177 |